# دهستان کرگاه غربی
کرگاه غربی، دهستانی است از توابع بخش مرکزی شهرستان خرم‌آباد در استان لرستان ایران

## جمعیت
براساس سرشماری سال ۱۳۸۵ جمعیت آن ۴۵٬۴۰۹ نفر (۹٬۲۹۷ خانوار) بوده است.